# Andrena semifulva
Andrena semifulva är en biart som beskrevs av Henry Lorenz Viereck 1916. Andrena semifulva ingår i släktet sandbin, och familjen grävbin. Inga underarter finns listade i Catalogue of Life.